# 薇兒丹蒂

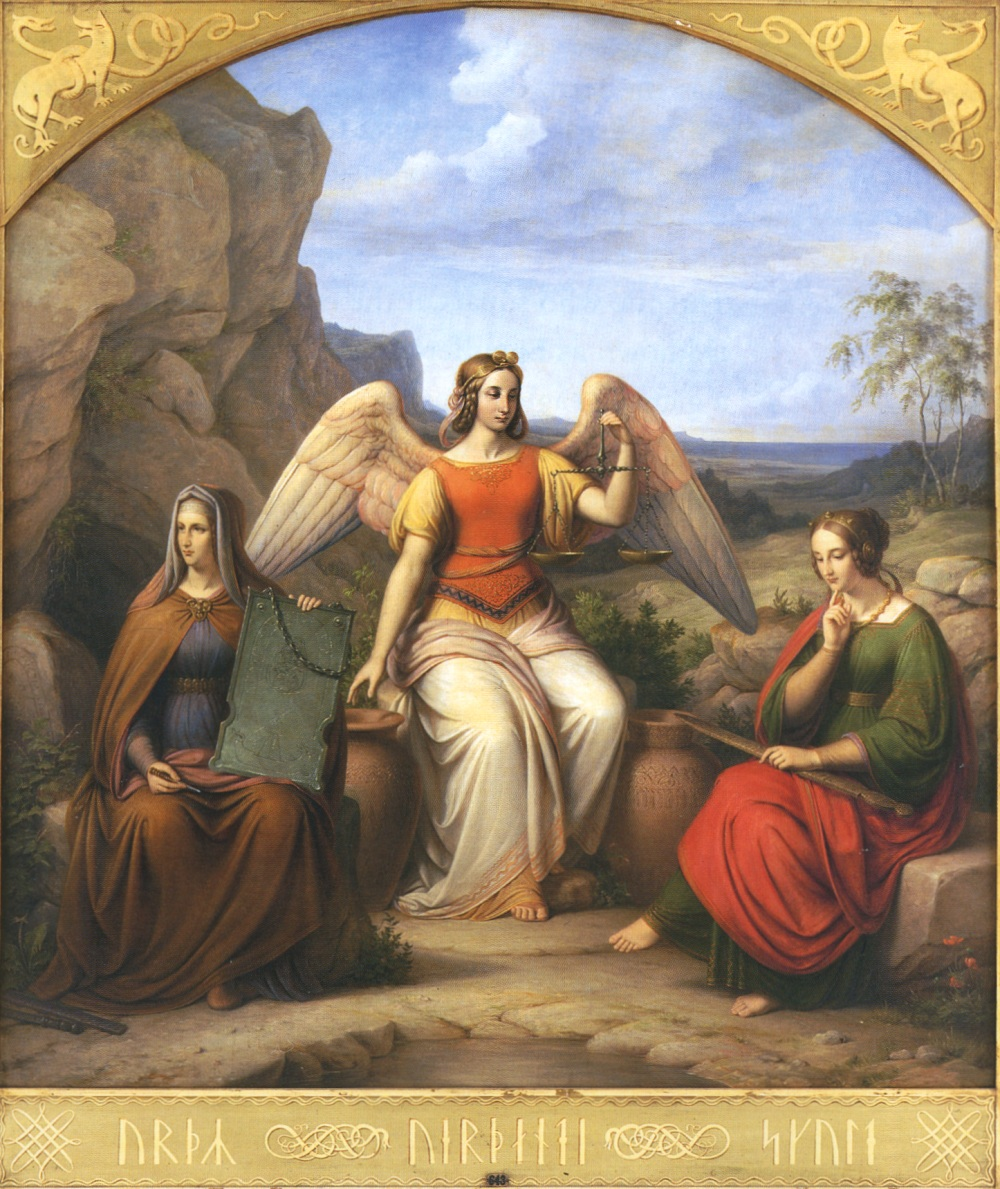
薇兒丹蒂

維爾丹蒂 是北歐神話中掌管命運的諾倫三女神其中之一（排行老二）。
她和姊姊兀兒德，共同在木片表面刻上如尼字母，決定命運。被認為是掌管「現在」的女神。

## 大眾文化
- 藤島康介的漫畫《幸運女神》
- 手機遊戲《Puzzle & Dragons》NO.1671
- 手機遊戲《神魔之塔》NO.483
- 手機遊戲《旅遊大亨》三大時間女神卡片之一
- 手機遊戲《怪物彈珠》生成神(已開放獸神化)
- 遊戲《女神異聞錄Persona》園村麻希最強Persona

## 註解
1. ↑  她的名字意謂著「現在」。英文Verthandi，音譯為薇兒丹蒂。在台灣的ACG界，慣用的譯名為東立出版藤島康介的漫畫《幸運女神》中的蓓兒丹娣，這是由於該角色的日文名ベルダンディー，英譯為Belldandy（英语：Belldandy）。在東立出版社代理的另一部漫畫魔偵探洛基裡，則使用薇兒丹蒂這譯名。